# Баглюк Григорій Микитович
Григо́рій Мики́тович Баглю́к  (нар. 5 січня 1905, Лозова-Павлівка — пом. 1 березня 1938, Воркута) — український письменник. Жертва сталінських репресій.

## Життєпис

### Дитинство та юність
Народився 23 грудня 1904 [5 січня 1905] року в селі Лозовій-Павлівці (тепер у складі міста Брянки Луганської області).
У 1915 році, залишивши початкову школу, пішов лампоносом на шахту «Центральна». До 1922 року працював на Нейманському, Анненському та на інших рудниках Донецького басейну.

### Початок творчості

Рисунок

Закінчив 1922 Лисичанське гірничотехнічне училище.З цього часу починає писати вірші. Артемівський окружком відряджає шахтаря Баглюка нароботу в газеті «Молодий шахтар», де вчорашній гірник стає одним з провідних журналістів редакції. Там разом з ним працював Борис Горбатов. Баглюк приніс з собою в поезію захоплення народною творчістю. На сторінках місцевої преси і столичних журналів Баглюк виступає також зі статтями та нарисами про життя нового Донбасу.

### Військова служба
У січні 1928 він призваний в Червону Армію де проходив службу політруком 7-го Кавказького стрілецького полку в Ґюмрі .

### Повернення на Донбас
Після проходження служби в армії в 1929 році Григорій Баглюк прибув до Артемівська. І після демобілізації він стає відповідальним секретарем письменницької організації «Забой» і заступником редактора однойменного журналу (редактором тоді був Іван Ле). З 1930 року Баглюк — головний редактор часопису «Забой» — «Літературний Донбас». Один з керівників Союз пролетарських письменників Донбасу «Забой» «Забой» і редактор однойменного журналу (з 1932 — «Літературний Донбас»).
Автор віршів, літературно-критичних нарисів.
У повістях «Горизонт 470» (1929) і «Проект» (1932) змалював життя шахтарів Донбасу.
Незаконно репресований 1934. Реабілітований 1963.

## Ухтпечлаг
У 1934 році Григорій Баглюк репресований за звинуваченням в антирадянській троцькістської діяльності та відправлений до Татарії.
В листопада 1935 року повторно засуджений Особливою нарадою НКВС СРСР 3.2.36 по ст. 58-10, 58-11 на п'ять років. У виписці з справи йдеться: «3 лютого 1936 особливим нарадою при НКВС СРСР Баглюк був засуджений за троцькістську діяльність до ув'язнення на 5 років».
З 19 жовтня 1936 року по 19 березня 1937 брав участь у голодуванні проти жорстоких умов перебування в сталінських таборах.
За спогадами очевидців близько 1000 чоловік почали голодування й страйк. Учасники акції зокрема вимагали:
1. Відокремити політичних ув'язнені від кримінальників. Скасувати привілеї карних злочинців, призначеним на керівні пости в таборі.
2. Кожному дати роботу за фахом.
3. Харчування має бути нормальним, незалежно від виконання трудових нормативів. Робота повинна бути восьмигодинний.
4. Надати ув'язненим право підписки журналів і газет, які виходять в межах Радянського Союзу.

Однак через кілька днів значна частина спочатку які взяли участь у голодуванні відмовилася від неї і вийшли на роботу.
Тих, хто залишився голодувати, адміністрація табору відокремила від інших, вивезла в Сір-Ягу, поставила біля них охорону і стала чекати вказівок з Москви. Тим часом до них стала застосовуватися процедура примусового годування.
Григорій Баглюк до останнього моменту зберігав віру в те, що шляхом голодувань та страйків вони здатні змінити умови радянських таборів. За спогади Григорія Костюка в липні 1937 року він зустрівся з уже тоді сильно виснаженим Григорієм Баглюком і спробував його переконати в безглуздості акції, між ними відбувся наступний діалог:
| Григорій Баглюк: Як же не варто? Але вони ж змушені були прийняти наші умови. Григорій Костюк: Друже, що вони прийняли? Навіщо жити ілюзією? Григорій Баглюк: Як що? Живемо окремо в наметі. Дружини наші з нами. На роботу нас не ганяють. Їжа стала задовільною. Обіцяють, що скоро й преса почне приходити. Яка ж тут ілюзія? … |
27 грудня 1937 Григорій Баглюк засуджений трійкою при УНКВС Архангельської обл. по ст. 58-10 КК РРФСР до розстрілу. Виписка із справи свідчить: «27 грудня 1937 трійкою УНКВС по Архангельській області Баглюк був засуджений до ВМН-розстрілу за те, що він, відбуваючи покарання в Ухт. Печ. ВТТ, систематично займався контрреволюційною троцькістської агітацією».
Розстріляний 1 березня 1938 на руднику Воркути.
За даними Ухто-Печорського відділення товариства «Меморіал», заснованим на розсекречених архівних даних, у 1937—1938 роках було розстріляно: в селищі Чібью — 86 ув'язнених, в районі річки Ухтаркі — 1 779. Всього за ці 2 роки страчено різними способами (без померлих від голоду і хвороб) 2614 осіб. Григорій Баглюк реабілітований 26 грудня 1963.

## Твори
- «Синий заяц». Донецк, 1966.
- «Проект» (1932)
- «Молодість» (роман) (1932)
- «Горизонт 470» (1929)